# Flora de Uruguay

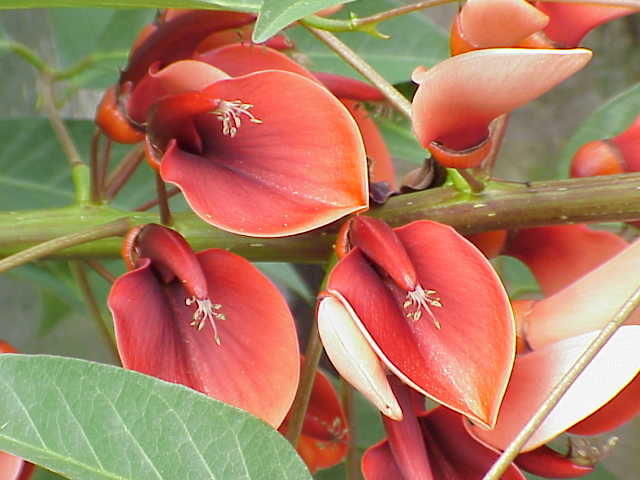
El ceibo (Erythrina crista-galli) es la flor nacional de Uruguay.

Se define como flora de Uruguay a las casi 3000 especies vegetales distribuidas en 175 familias, ya sean nativas, endémicas o introducidas, que existen en ese país. La existencia de zonas diferenciadas de especies a lo largo del territorio está determinada, principalmente, por la existencia o no de irrigación natural, cuya falta produce que en la mayor parte del territorio de Uruguay predomine la pradera natural. Por otra parte, las especies vegetales de gran porte pueden encontrarse en quebradas, sierras, riberas de ríos y zonas aledañas, como por ejemplo el ceibo.

## Características
La mayoría de las especies son herbáceas, con alrededor de 2400 especies identificadas. Las principales familias son las asteraceae, las poaceae (gramíneas) y las fabaceae (leguminosas).Los géneros de especies nativas con más presencia son las carquejas, las mimosas, los pastos cyperus, los paspalum y los senecios.Existen alrededor de 85 especies de orquídeas en Uruguay.

## Pradera natural

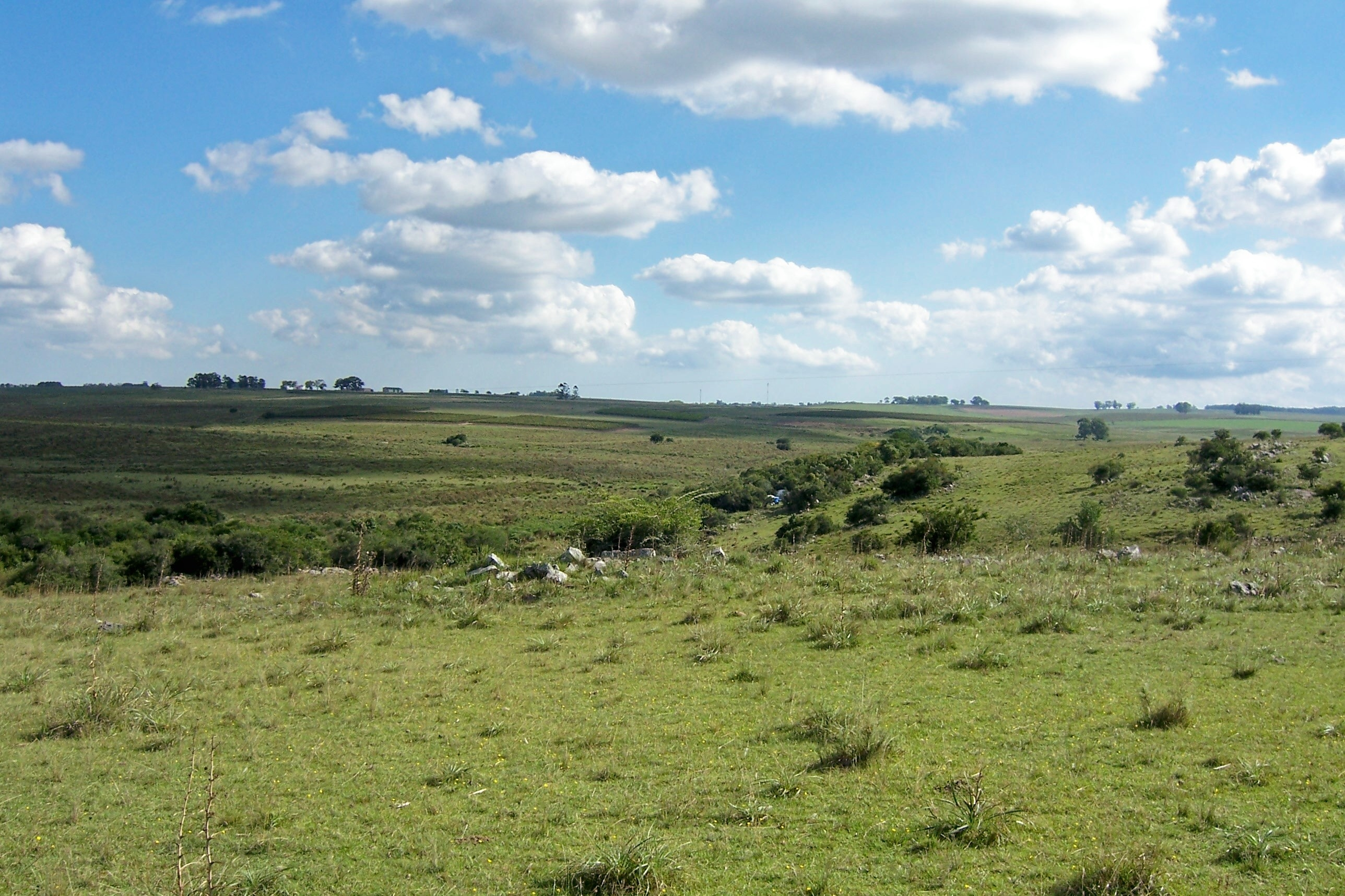
Pradera y bosque de ribera, departamento de San José

La pradera natural ocupa aproximadamente 14 millones de hectáreas (un 80% del total del territorio del Uruguay). Destaca la diversidad encontrada en las casi 2000 especies de este tipo de vegetación, así como la predominancia de gramíneas, con 400 especies.

### Monte indígena
El monte nativo, también llamado monte indígena, en el cual destacan las especies de plantas leñosas, constituye un ecosistema muy complejo, en el cual coexisten una diversidad de seres vivos que interactúan entre sí y con el medio. La alteración de alguno de sus componentes, afecta la supervivencia de muchas especies.
Múltiples son las causas que han reducido casi a la mitad, la superficie ocupada por el monte nativo. Se destacan: la deforestación, malas prácticas agrícolas, introducción de especies vegetales y animales exóticas, urbanización, entre otras, que provocan daños, prácticamente irreversibles, a la diversidad biológica. Se puede definir al bosque nativo o monte indígena como un ecosistema natural diverso.

## Monte ribereño

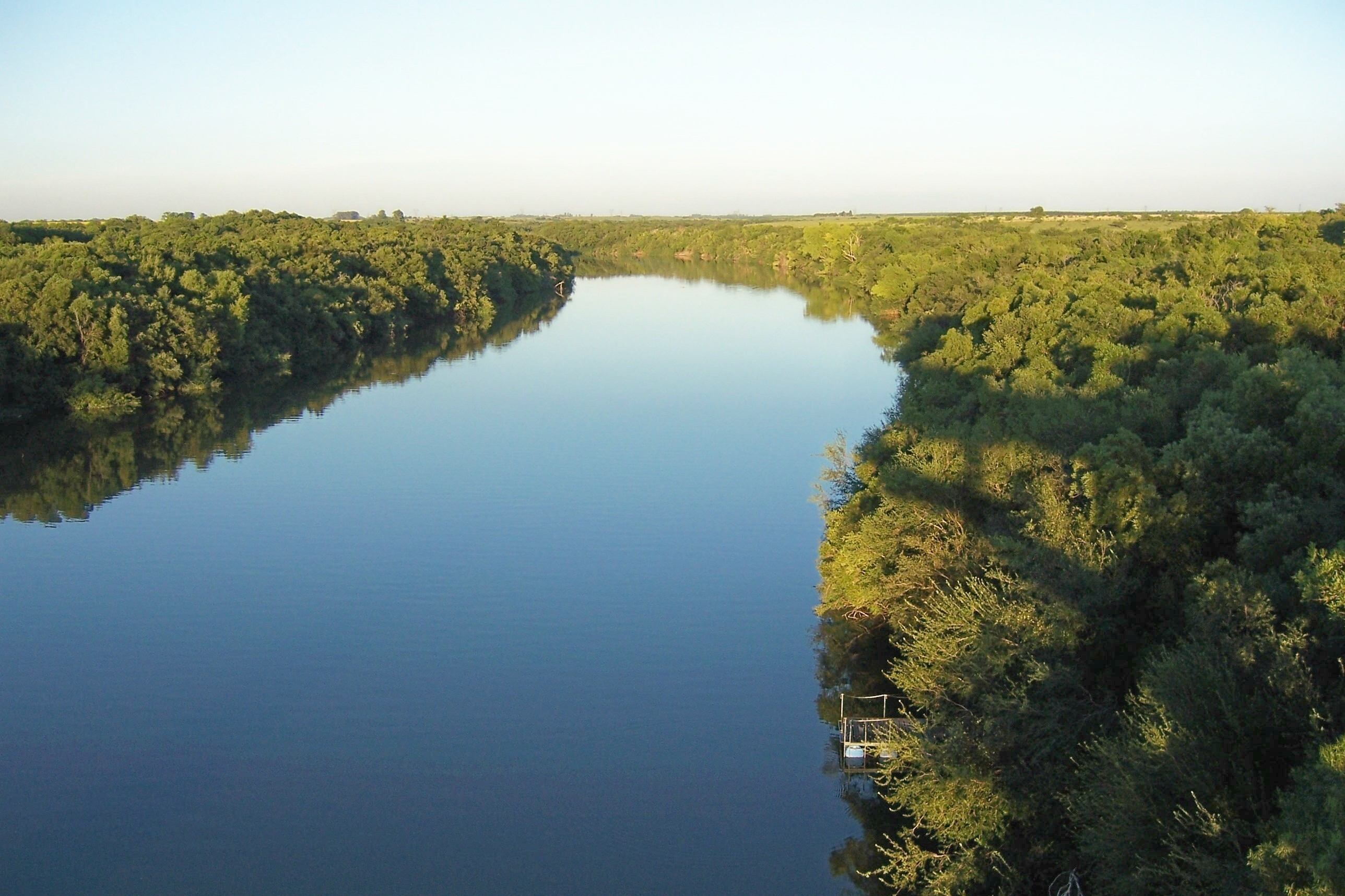
Bosque de ribera sobre el Río Queguay

El monte ribereño comprende las especies vegetales que viven en las formaciones arbóreas de las márgenes de los cursos de agua. En función de la cercanía con el agua, se pueden definir tres tipos de montes, con composiciones distintas.Son más de 500 especies que habitan en ella y el agua es la más importante.

### Zona interior
En la zona más próxima al curso de agua se encuentran especies puramente hidrófilas.
| - Mataojo | - Sauce criollo | - Sarandí blanco | - Sarandí colorado |

### Zona intermedia
En la zona intermedia se encuentran especies de alta diversidad.
| - Arrayán | - Chal-Chal | - Coronilla | - Sauco | - Espina de Cristo | - Guayabo Colorado |

### Zona exterior
En la zona exterior del monte ribereño, lindera a la pradera, se encuentran:
| - Coronilla | - Espina amarilla | - Molle rastrero | - Tala |

## Monte de parque

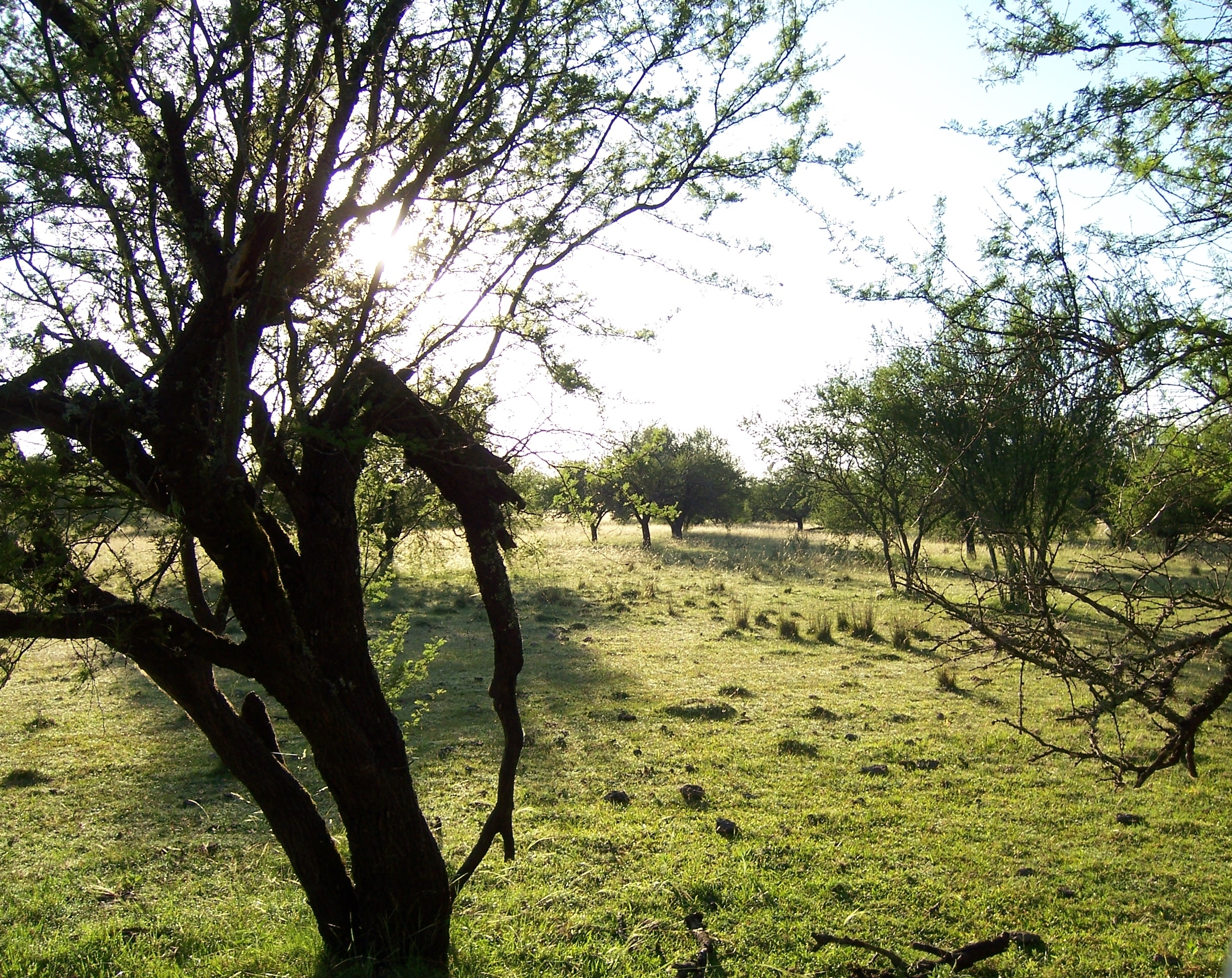
Bosque de parque, espinillos, Río Queguay

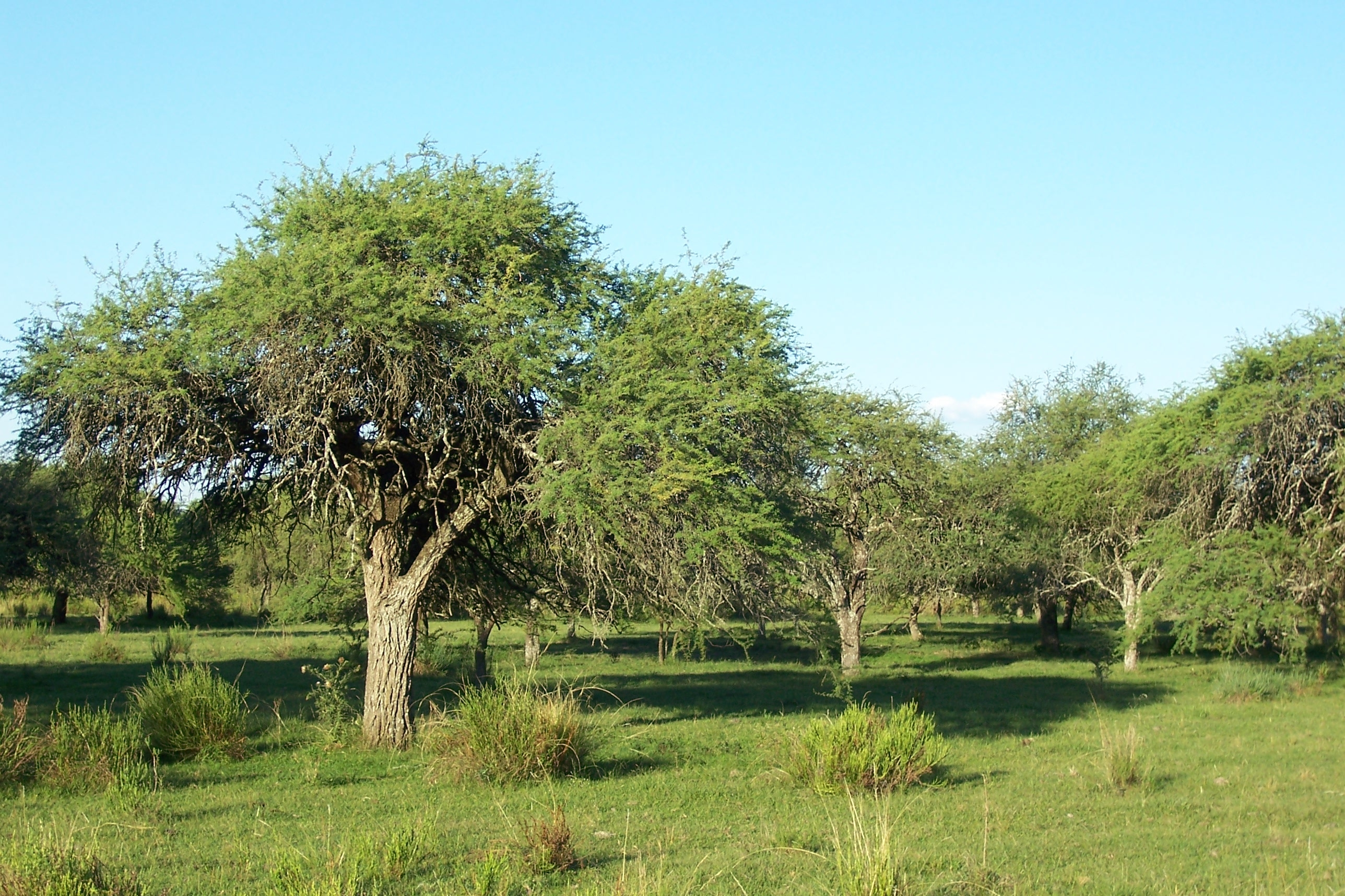
Bosque de parque, algarrobos

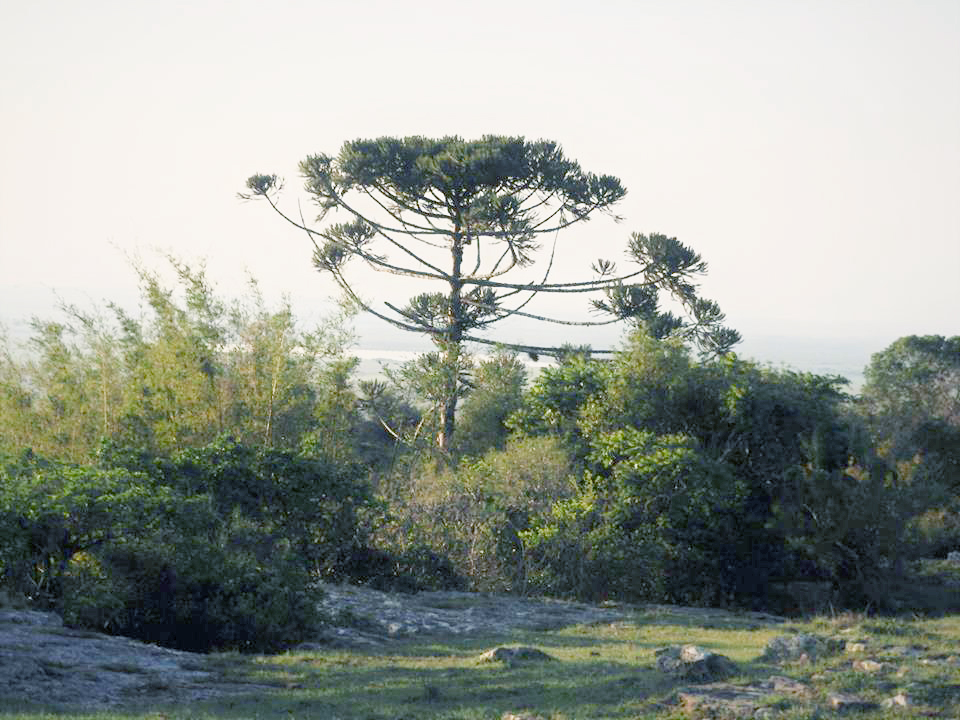
Pino Paraná (Araucaria angustifolia), en Sierra de Ríos, Cerro Largo

En este tipo de monte, pueden encontrarse árboles de copa abierta, suficientemente espaciados como para ejercer poca competencia entre sí. Entre ellos se puede encontrar abundante vegetación herbácea. Los árboles corresponden a comunidades subxerófitas. Dependiendo de la especie dominante es un monte en particular, se lo puede referir como: “algarrobales”, “espinillares”, “quebrachales”, “talares”, etc. Las especies que pueden encontrarse en estos sitios son 
| - Algarrobo - Espinillo | - Cina-Cina - Molle rastrero | - Espina amarilla - Ñandubay | - Espina corona - Chañar |

### Blanqueales
En los blanqueales (nombre común de los suelos alcalinos) crecen además:
| - Caranday | - Quebracho blanco |

## Monte de quebrada

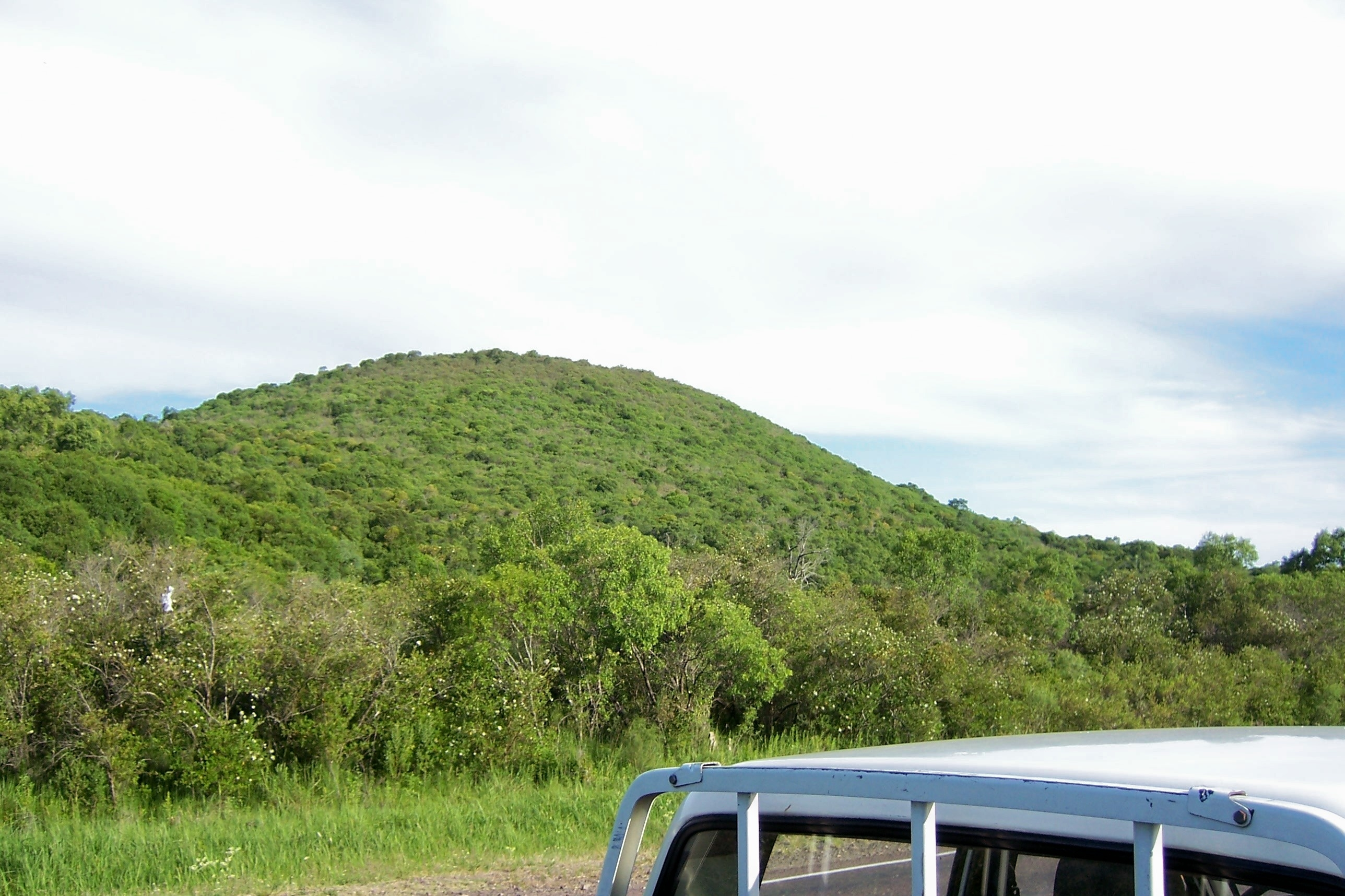
Bosque de quebrada, próximo a Valle Edén

Este monte se desarrolla en situaciones particulares, en general producidas por accidentes topográficos , condiciones micro climáticas, proliferan especies con requerimientos de alta humedad, suelos sueltos, humíferos, bien drenados, con ausencia de vientos y temperatura constante. Dentro de la gran variedad de especies existentes en este tipo de monte, pueden llegar a distinguirse tres estratos, con árboles de gran tamaño, de tamaño mediano, y por último vegetación herbácea y plantas epífitas.Recientemente se encontraron diversos ejemplares crecidos espontáneamente de una conífera que se creía extinta desde el siglo XIX se trata del Pino Paraná en la zona de la Sierra de los Ríos (depto. de Cerro Largo) es de notar que en el área aparece la “urraca azul” Cyanocorax caeruleus, un ave asociada con el Planalto de las araucarias, dispersora de estas plantas.

### Estrato superior
Especies encontradas en el estrato superior:
| - Árbol del Jabón - Laurel (Cinnamomum) | - Aruera - Laurel (Nectandra) | - Caranday - Laurel | - Francisco Álvarez o Caa-obetí - Pino Paraná |

### Estrato intermedio
Especies encontradas en el estrato intermedio:
| - Camboatá | - Guabiyú | - Pitanga | - Yerba mate |

### Estrato inferior
En el estrato inferior se encuentran vegetación herbácea, donde se destacan las especies epifitas y helechos de distintos géneros.
| - Dicotiledóneas - Helechos (Blechnum) - Helechos (Pteris) | - Helechos (Adiantum) - Helechos (Dicksonia) - Orquídeas | - Helechos (Anemia) - Helechos (Dryopteris) | - Helechos (Asplenium) - Helechos (Pteridium) |

## Monte serrano
El monte serrano se desarrolla en sierras y serranías del este del país. Los suelos son de textura gruesa con buen drenaje, con numerosos microambientes, donde es posible la instalación de arbustos, lo que determina la acumulación de depósitos coluviales y formación de tierra orgánica. La estructura actual del monte serrano está determinada más por actividades antrópicas que por características climáticas o de suelo. Son frecuentes en estos montes las especies espinosas con características xeromorfas. Pueden distinguirse diferentes tipos de vegetación en función de su ubicación respecto a la sierra-

### Ladera alta
En la ladera alta se encuentran plantas que se caracterizan por achaparradas:
| - Espina de la Cruz | - Mimosa |

### Ladera media
En la ladera media pueden encontrarse árboles de mayor porte como:
| - Canelón | - Coronilla | - Tala | - Tembetarí |

### Ladera baja
Conformada por "chircales".
| - Chirca (Eupatorium) | - Chirca (Baccharis) | - Carqueja (Baccharis) | - Chirca (Vernonia) |

### Entre serranías
En la hondonada entre serranías, además de existir una abundante flora de helechos, predominan:
| - Arrayán - Chirca de monte | - Blanquillos (brasiliensis) - Envira | - Blanquillos (commersoniana) | - Chal-Chal |

## Palmarés

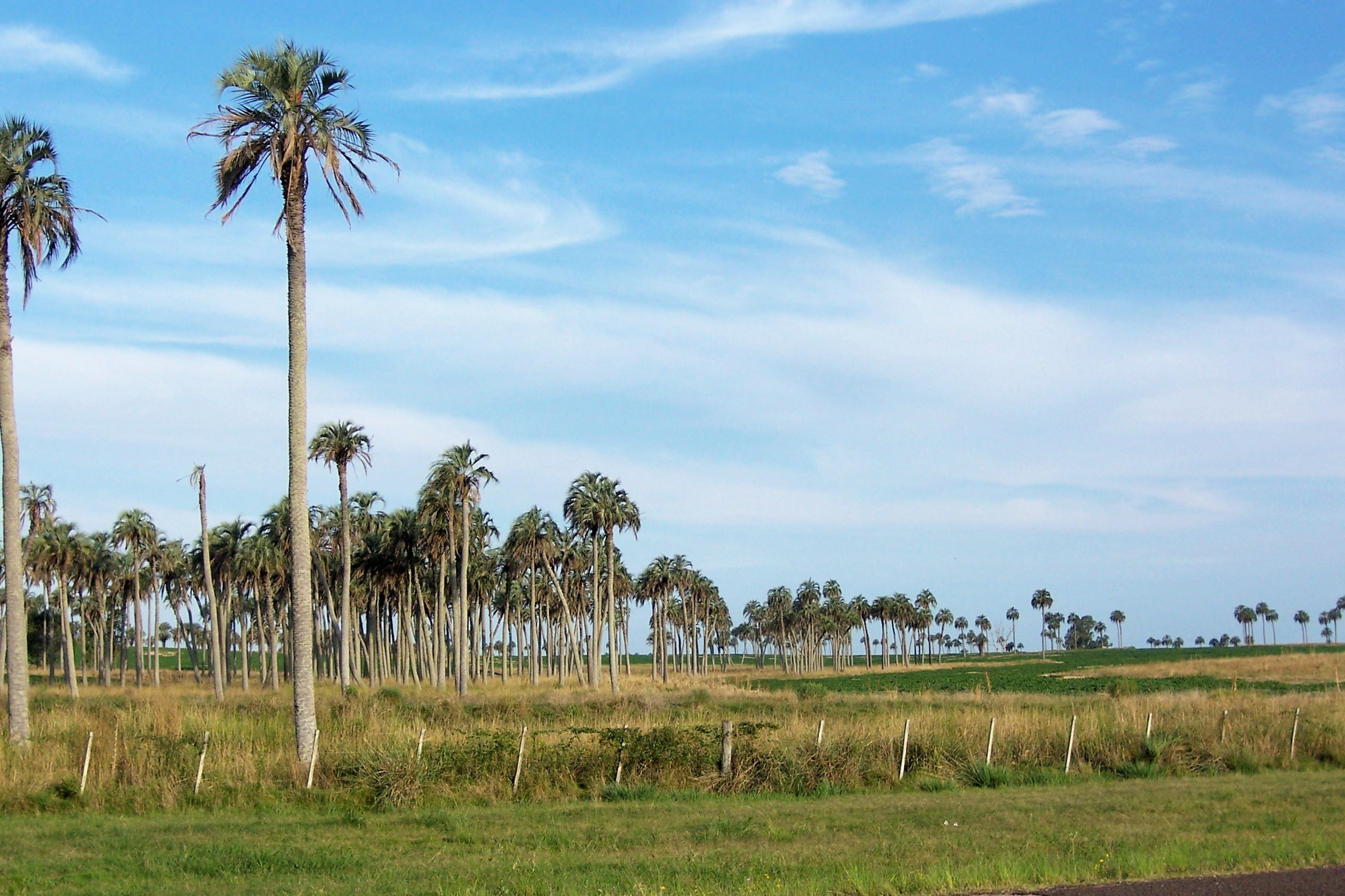
Palmares en el noroeste, departamento de Paysandú

En Uruguay se encuentran distintas especies de palmeras, ya sea conformando comunidades llamadas palmares o relativamente aisladas asociadas a otros géneros vegetales. Los palmares son comunidades vegetales constituidas por un estrato arbóreo en los que se encuentra una sola especie de palma, y un estrato herbáceo, la pradera natural. En dichas comunidades, la densidad de palmas se encuentra entre 50 y 500 especímenes por hectárea. En Uruguay se distinguen dos comunidades principales de características muy particulares, encontrándose estas en el noroeste y este del país.

### Palmares del noroeste
Este tipo de palmar, se desarrolla de forma irregular en grupos aislados, encontrándose en suelos arenosos y profundos del noroeste del Uruguay. Ocupa un área aproximada de 2500 ha, y se continúa hacia la provincia de Entre Ríos en Argentina, donde su extensión es mucho mayor. La especie que conforma esta comunidad es la:
| - Palma Yatay |

### Palmares del este
Se pueden encontrar en los departamentos de Rocha, Cerro Largo, Treinta y Tres y Maldonado. Se agrupan en dos grandes regiones: “los palmares de Castillos” y “los palmares de San Luis”. Se desarrollan en suelos pesados e inundables, cubriendo 68 000 ha que se continúa hasta los estados de Río Grande del Sur y Santa Catarina (Brasil). Debido al pastoreo, estos palmares están en riesgo de extinción, pues están compuestas solamente por individuos adultos, sin estadios intermedios de desarrollo. La especie que conforma esta comunidad es la:
| - Palma butiá |

### No asociadas a palmares
Existen otras palmeras que no se desarrollan en comunidades como los palmares, encontrándose más bien aisladas y asociadas a otras especies vegetales. Tal es el caso de:
| - Caranday (brasiliensis) | - Caranday (campestris) | - Palma Pindó | - Palma Yatay Enana |

## Arenales
Se extiende a lo largo de toda la costa marítima, se encuentran un tipo de vegetación con características particulares producto de su adaptación a las dunas: sistemas radicales profundos, abundancia de estolones, cutícula serosa, rizomas fuertes, presencia de pelos. Las especies más abundantes son:
| - Baccharis dracunculifolia | - Baccharis tridentata | - Senecio | - Chenopodium retusum | - Pasto dibujante | - Redondita de agua |

## Acuática
Uruguay también es propicio para el desarrollo de una vegetación acuática abundante debido a su extensa red hidrográfica.
Ya que el factor determinante para la aparición de estas especies es la humedad de los suelos, y que esta aumenta progresivamente desde la tierra relativamente seca hasta los cursos de agua, se puede encontrar asimismo una variación asociada de especies. En condiciones propicias de profundidad del agua y luz, se desarrollan plantas sumergidas, flotantes arraigadas o flotantes libres.

### Sumergida
| - Cola de zorro |

Flotante arraigada

| - Enramada de las tarariras |

### Flotantes libres
| - Camalote | - Acordeón de agua | - Helechito de agua | - Repollito de agua |

### Poca profundidad
Cuando se está ante aguas poco profundas se puede apreciar el desarrollo de vegetación palustre.
| - Cucharones | - Hibisco |

### Inundación permanente o temporal
En zonas de inundación permanente se desarrollan pajonales o totorales. Por otra parte, cuando es temporal, estos dan paso a la pradera. Las especies que se encuentran en estas zonas son:
| - Cola de zorro | - Paja mansa | - Paja brava | - Totora |

## Agua salada
Las especies halófitas se desarrollan en zonas costeras, con entrada de agua salada. En estos lugares se encuentra vegetación que presenta características fisiológicas y ecológicas muy particulares, una de las cuales, es su elevada presión osmótica, que supera a las plantas mesófitas en un factor de tres a siete veces. Las especies más comunes en estos sitios son:
| - Espartillo | - Flor de la oración | - Guaycurú | - Junco |

## Pedregales o roquedales

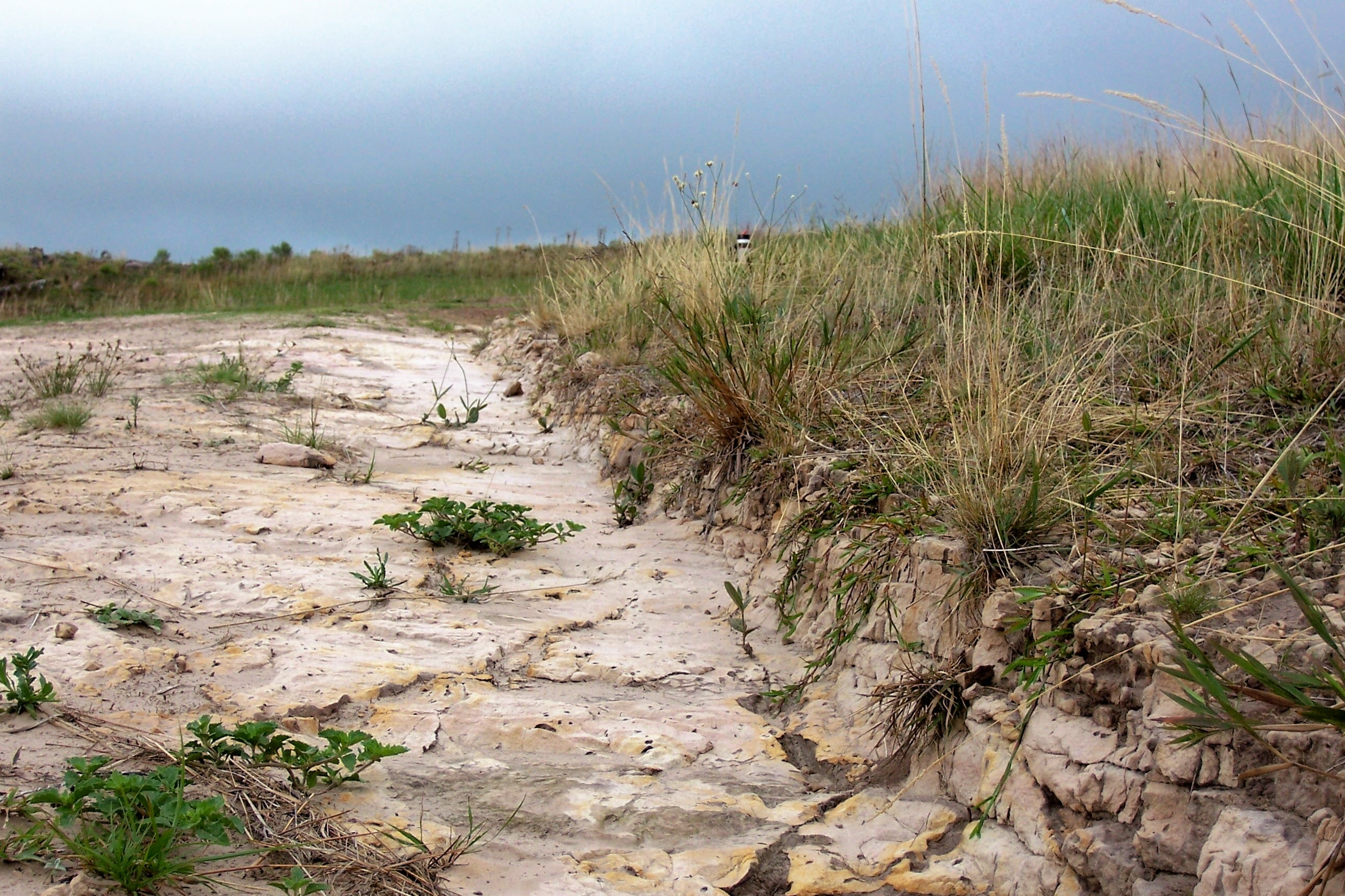
Vegetación sobre arenisca, Balneario Iporá

En sitios rocosos o pedregosos se encuentran las especies xerófitas. Estos lugares se caracterizan por contar con pendientes pronunciadas y poca disponibilidad de agua. Debido a estas condiciones, estas especies cuentan con tallos fotosintéticos, sistema radicular muy extendido y hojas modificadas en espinas. Las especies más comunes en estos ambientes son:
| - Cereus uruguayanus | - Opuntia cordobensis | - Notocactus scopa |

## Otras especies
Existen otras especies que se por su capacidad de adaptación se pueden encontrar en muchos de los hábitats antes mencionados y que no están necesariamente asociados a ninguno en particular.
- Azara: vive en sierras y cerros del este del Uruguay.

- Cedrón de Monte: se desarrolla en zonas serranas y en las cumbres de las quebradas.

- Ceibo: crece en lugares inundables como bañados, lagunas, arroyos y orillas de ríos. Es la flor Nacional de Argentina y Uruguay.

- Espina amarilla: crece a las orillas de las sierras y cerros y en la zona externa de los montes ribereños.

- Las trepadoras (flor de fuego, flor de mariposa y uña de gato) crecen en distintos puntos de Uruguay y son muy apreciadas por su valor ornamental.

- Guayabo del país: se desarrolla en quebradas en las faldas de las serranías.

- Marcela: se la encuentra en cerros, arenales, sierras y pedregales.

- Pata de vaca: se la encuentra en márgenes de ríos y arroyos.

- A orillas de ríos y arroyos se pueden encontrar los llamados plumerillos rosados (Calliandra parvifolia y Calliandra selloi) o los plumerillos rojos (Calliandra tweediei).

- Sombra de toro: se desarrolla por todo el territorio uruguayo, integrando tanto los montes serranos como los ribereños.

- Tarumán: crece asociada a montes serranos y ribereños.

### Especies exóticas
También pueden encontrarse especies que crecen fuera de su área de distribución nativa u original.
| - Acacia aroma - Crategus - Fresno (excelsior) - Morera - Pino marítimo | - Acacia trinervis - Cotoneaster - Laurel comestible - Palma fénix - Sauce llorón | - Álamo plateado - Espina de Cristo - Ligustro - Paraíso - Zarzamora | - Arce - Fresno (americana) - Madreselva - Pino elioti - Gleditsia triacanthos |